# MRK Krka
Maillots
Dernière mise à jour : 8 mars 2024.
Le MRK Krka est un club masculin de handball, situé à Novo mesto en Slovénie et évoluant en Championnat de Slovénie.

## Histoire
- 2000 : fondation du club
- 2004 : première accession en Championnat de Slovénie (D1)
- 2018 : finaliste de la Coupe de Slovénie et vainqueur de la Supercoupe de Slovénie
- 2019 : finaliste de la Coupe de Slovénie

## Infrastructure
Les matchs du MRK Krka se déroulent au Marof Hall, d'une capacité de 2000 places.